# Nazionale maschile di pallacanestro di Porto Rico
La nazionale di pallacanestro di Porto Rico è la rappresentativa cestistica di Porto Rico ed è posta sotto l'egida della Federazione cestistica di Porto Rico.

## Piazzamenti

### Olimpiadi
- 1960 - 13°
- 1964 - 4°
- 1968 - 9°
- 1972 - 6°
- 1976 - 9°

- 1988 - 7°
- 1992 - 8°
- 1996 - 10°
- 2004 - 6°

### Campionati del mondo

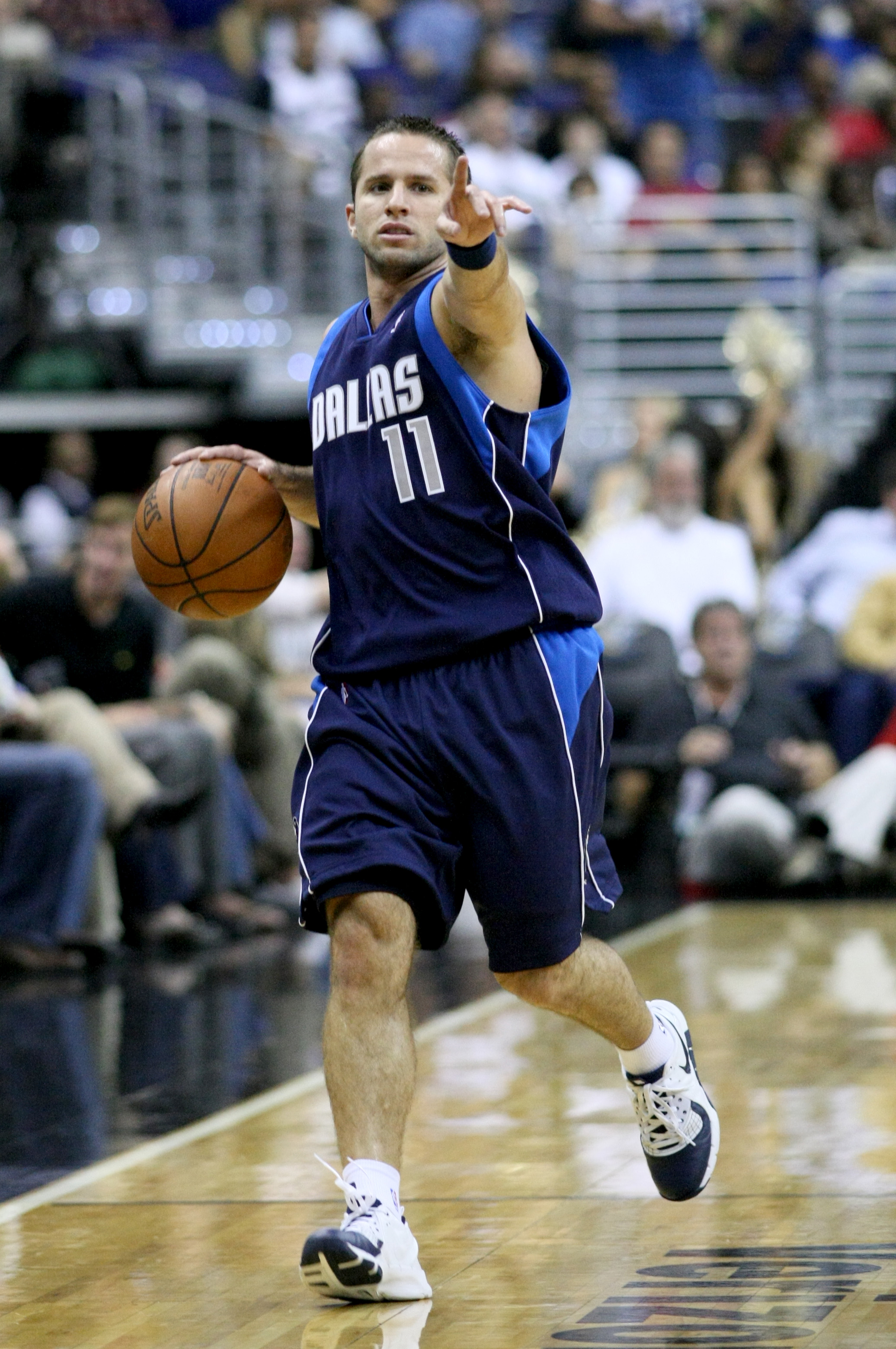
José Juan Barea

- 1959 - 5°
- 1963 - 6°
- 1967 - 12°
- 1974 - 7°
- 1978 - 10°

- 1986 - 13°
- 1990 - 4°
- 1994 - 6°
- 1998 - 11°
- 2002 - 7°

- 2006 - 17°
- 2010 - 17°
- 2014 - 19°
- 2019 - 15°

### Campionati americani
- 1980 -  1º
- 1984 - 6°
- 1988 -  2º
- 1989 -  1º
- 1992 - 4°

- 1993 -  2º
- 1995 -  1º
- 1997 -  2º
- 1999 - 4°
- 2001 - 4°

- 2003 -  3º
- 2005 - 7°
- 2007 -  3º
- 2009 -  2º
- 2011 - 4º

- 2013 -  2º
- 2015 - 5°
- 2017 - 5º

### Campionati centramericani
- 1965 -  2º
- 1969 -  3º
- 1971 -  2º
- 1973 -  1º
- 1975 -  2º

- 1977 -  2º
- 1981 -  2º
- 1985 -  1º
- 1987 -  1º
- 1989 -  1º

- 1991 -  1º
- 1993 -  1º
- 1995 -  3º
- 1997 -  2º
- 1999 -  2º

- 2001 -  1º
- 2003 -  1º
- 2004 -  2º
- 2006 -  3º
- 2008 -  1º

- 2010 -  1º
- 2012 -  2º
- 2014 -  2º
- 2016 -  1º

### Campionati caraibici
- 2007 -  1º

### Giochi panamericani
- 1959 -  2º
- 1963 -  3º
- 1967 - 5°
- 1971 -  2º
- 1975 -  2º

- 1979 -  2º
- 1983 - 6°
- 1987 -  3º
- 1991 -  1º
- 1995 - 6°

- 1999 -  3º
- 2003 -  3º
- 2007 -  2º
- 2011 -  1º
- 2015 - 6º

- 2019 -  2º

## Formazioni

### Olimpiadi
Pallacanestro ai Giochi della XVII Olimpiade3 Rodríguez, 4 Cruz, 5 Valle, 6 Santori, 7 Cancel, 8 Vicéns, 9 Morales, 10 Cestero, 11 Bocachica, 12 Báez, 13 Casillas, 14 Droz,        All. Howie Shannon
Pallacanestro ai Giochi della XVIII Olimpiade4 McCadney, 5 Droz, 6 Adorno, 7 Cruz, 8 Vicéns, 9 Zamot, 10 Anza, 11 Frontera, 12 Báez, 13 García, 14 Cancel, 15 Gutiérrez,        All. Lou Rossini
Pallacanestro ai Giochi della XIX Olimpiade4 McCadney, 5 Hatton, 6 Porrata, 7 Cancel, 8 Adorno, 9 Zamot, 10 Dalmau, 11 Frontera, 12 Córdova, 13 Cruz, 14 Gutiérrez, 15 Ortiz,        All. Lou Rossini
Pallacanestro ai Giochi della XX Olimpiade4 Coll, 5 Hatton, 6 Rivera, 7 Thordsen, 8 Rodríguez, 9 Baum, 10 Blondet, 11 Brown, 12 Ortiz, 13 Cruz, 14 Dalmau, 15 Calzada,        All. Gene Bartow
Pallacanestro ai Giochi della XXI Olimpiade - Torneo maschile4 Lee, 5 Vicéns, 6 Rivera, 7 Brignoni, 8 Rodríguez, 9 Álvarez, 10 Blondet, 11 Thordsen, 12 Ortiz, 13 Cruz, 14 Dalmau, 15 Brown,        All. Tom Nissalke
Pallacanestro ai Giochi della XXIV Olimpiade - Torneo maschile4 Ortiz, 5 López, 6 Gause, 7 Ithier, 8 Mincy, 9 Ríos, 10 Cruz, 11 Rivas, 12 Morales, 13 É. de León, 14 F. de León, 15 Ramos,        All. Armando Torres
Pallacanestro ai Giochi della XXV Olimpiade - Torneo maschile4 Ortiz, 5 López, 6 Gause, 7 Pellot, 8 Mincy, 9 Carter, 10 Colón, 11 Rivas, 12 Morales, 13 de León, 14 Casiano, 15 Soto,        All. Raymond Dalmau
Pallacanestro ai Giochi della XXVI Olimpiade - Torneo maschile4 Ortiz, 5 Curbelo, 6 Alicea, 7 R. Soto, 8 Mincy, 9 Rivera, 10 Travieso, 11 Rivas, 12 Padilla, 13 E. Soto, 14 Santiago, 15 Torres,        All. Carlos Morales
Pallacanestro ai Giochi della XXVIII Olimpiade - Torneo maschile4 Ortiz, 5 Casiano, 6 Hatton, 7 Arroyo, 8 Apodaca, 9 Dalmau, 10 Ayuso, 11 Ramos, 12 Hourruitiner, 13 Fajardo, 14 Rivera, 15 Santiago,        All. Julio Toro
Pallacanestro ai Giochi della XXXIII Olimpiade - Torneo maschile0 Piñeiro, 1 Conditt, 3 Howard, 9 Reed, 10 Alvarado, 11 Thompson, 12 Ford, 24 Clavell, 28 Romero, 32 Ortiz, 41 Toro, 51 Waters,        All. Nelson Colón

### Campionati del mondo
Campionato mondiale maschile di pallacanestro 19593 Dijols, 4 Báez, 5 Jiménez, 6 Casillas, 8 Vicéns, 10 Cestero, 11 Ruaño, 14 Droz, 16 Morales, 20 Rodríguez,        All. Víctor Mario Pérez
Campionato mondiale maschile di pallacanestro 19634 McCadney, 5 Valle, 6 Gutiérrez, 7 Cancel, 8 Vicéns, 9 Torres, 10 Siragusa, 11 Bocachica, 12 Báez, 13 Droz, 14 Dijols, 15 Álvarez,        All. José Garriga
Campionato mondiale maschile di pallacanestro 19674 McCadney, 5 Dalmau, 6 Gutiérrez, 7 Cancel, 8 Porrata, 9 Zamot, 10 Cuevas, 11 Córdova, 12 Ortiz, 13 Pietri, 14 Rivera, 15 Mattei,        All. Fufi Santori
Campionato mondiale maschile di pallacanestro 19744 Brignoni, 5 Vicéns, 6 Rivera, 7 Bermúdez, 8 Rodríguez, 9 Montañez, 10 Blondet, 11 Thordsen, 12 Ortiz, 13 Cruz, 14 Dalmau, 15 Pacheco,        All. Armando Torres
Campionato mondiale maschile di pallacanestro 19784 Torres, 5 Quiñones, 6 Rivera, 7 Bermúdez, 8 R. Rodríguez, 9 D. Rodríguez, 10 Olivencia, 11 Santiago, 12 Morales, 13 Villeta, 14 Dalmau, 15 Sewell,        All. Víctor Ojeda
Campionato mondiale maschile di pallacanestro 19864 Rivas, 5 López, 6 Sosa, 7 Febres, 8 Mincy, 9 Torruellas, 10 Cruz, 11 Correa, 12 Morales, 13 É. de León, 14 F. de León, 15 Rivera,        All. Ángel Cancel
Campionato mondiale maschile di pallacanestro 19904 Ortiz, 5 López, 6 Gause, 7 Agosto, 8 Mincy, 9 Carter, 10 Cruz, 11 Rivas, 12 Marrero, 13 É. de León, 14 F. de León, 15 Torres,        All. Raymond Dalmau
Campionato mondiale maschile di pallacanestro 19944 Ortiz, 5 López, 6 Borges, 7 R. Colón, 8 Mincy, 9 Carter, 10 J. Colón, 11 Vega, 12 Allende, 13 de León, 14 Casiano, 15 Pérez,        All. Carlos Morales
Campionato mondiale maschile di pallacanestro 19984 Ortiz, 5 Casiano, 6 Travieso, 7 O. Santiago, 8 Mincy, 9 Carter, 10 Colón, 11 Vega, 12 Hourruitiner, 13 de León, 14 D. Santiago, 15 Soto,        All. Carlos Morales
Campionato mondiale maschile di pallacanestro 20024 Ortiz, 5 Apodaca, 6 Allende, 7 Arroyo, 8 Mincy, 9 C. Dalmau, 10 Ayuso, 11 Látimer, 12 Hourruitiner, 13 Pérez, 14 R. Dalmau, 15 Santiago,        All. Julio Toro
Campionato mondiale maschile di pallacanestro 20064 Ramos, 5 Reyes, 6 Hatton, 7 Arroyo, 8 Apodaca, 9 Dalmau, 10 Ayuso, 11 Látimer, 12 Rivera, 13 Narváez, 14 Lee, 15 Santiago,        All. Julio Toro
Campionato mondiale maschile di pallacanestro 20104 Ramos, 5 Barea, 6 Rivera, 7 Arroyo, 8 Vassallo, 9 Díaz, 10 Huertas, 11 Sánchez, 12 Peavy, 13 Balkman, 14 Lee, 15 Santiago,        All. Manolo Cintrón
Campionato mondiale maschile di pallacanestro 20144 Clemente, 5 Barea, 6 Franklin, 7 Arroyo, 8 Vassallo, 9 Rivera, 10 Díaz, 11 Sánchez, 12 Huertas, 13 Balkman, 14 Galindo, 15 Santiago,        All. Paco Olmos
Campionato mondiale maschile di pallacanestro 20190 Piñeiro, 1 Clemente, 7 Collier, 9 Browne, 12 Díaz, 13 Rodríguez, 24 Clavell, 33 Huertas, 34 Balkman, 42 Franklin, 43 Brady, 44 Mojica,        All. Eddie Casiano
Campionato mondiale maschile di pallacanestro 20230 Piñeiro, 1 Conditt, 3 Howard, 11 S. Thompson, 13 Ford, 21 Reyes, 28 Romero, 32 Ortiz, 41 Toro, 51 Waters, 55 E. Thompson, 00 Holland,       All. Nelson Colón

### Campionati americani
Torneo americano maschile di pallacanestro di qualificazione alle Olimpiadi 19804 Torres, 5 Sewell, 6 Rivera, 7 Bermúdez, 8 Rodríguez, 9 Quiñones, 10 Cruz, 11 Santiago, 12 Morales, 13 Cora, 14 Dalmau, 15 Valderas,        All. Flor Meléndez
Torneo americano maschile di pallacanestro di qualificazione alle Olimpiadi 19844 Marrero, 5 Hernández, 6 Sosa, 7 Correa, 8 Rodríguez, 9 Quiñones, 10 Cruz, 11 Santiago, 12 Morales, 13 Cora, 14 Mincy, 15 Ortiz,        All. Julio Toro
Torneo americano maschile di pallacanestro di qualificazione alle Olimpiadi 19884 Ortiz, 5 López, 6 Gause, 7 Ocasio, 8 Mincy, 9 Pellot, 10 Cruz, 11 Ramos, 12 Morales, 13 É. de León, 14 F. de León, 15 Rivas,        All. Armando Torres
Campionato americano maschile di pallacanestro 19894 Hernández, 5 López, 6 Gause, 7 Rivera, 8 Mincy, 9 Carter, 10 Alicea, 11 Pellot, 12 Morales, 13 Marrero, 14 de León, 15 Ramos,        All. Raymond Dalmau
Torneo americano maschile di pallacanestro di qualificazione alle Olimpiadi 19924 Ortiz, 5 López, 6 Gause, 7 Pellot, 8 Mincy, 9 Carter, 10 Colón, 11 Rivas, 12 Morales, 13 de León, 14 Casiano, 15 Soto,        All. Raymond Dalmau
Campionato americano maschile di pallacanestro 19934 Ortiz, 5 López, 6 Borges, 7 Allende, 8 Mincy, 9 Carter, 10 Colón, 11 Rodríguez, 12 M. Morales, 13 de León, 14 Casiano, 15 Pérez,        All. Carlos Morales
Campionato americano maschile di pallacanestro 19954 Ortiz, 5 Curbelo, 6 Alicea, 7 R. Soto, 8 Mincy, 9 Rivera, 10 Nieves, 11 Rivas, 12 Hourruitiner, 13 E. Soto, 14 de León, 15 Torres,        All. Carlos Morales
Campionato americano maschile di pallacanestro 19974 Ortiz, 5 Casiano, 6 O. Santiago, 7 Rivera, 8 Mincy, 9 Carter, 10 Lanauze, 11 Rivas, 12 Hourruitiner, 13 de León, 14 Allende, 15 D. Santiago,        All. Carlos Morales
Campionato americano maschile di pallacanestro 19994 P. Ortiz, 5 Casiano, 6 O. Santiago, 7 Travieso, 8 Mincy, 9 Carter, 10 Padilla, 11 Vega, 12 F. Ortiz, 13 Fajardo, 14 Allende, 15 D. Santiago,        All. Julio Toro
Campionato americano maschile di pallacanestro 20014 Ortiz, 5 O. Santiago, 6 Travieso, 7 Arroyo, 8 Mincy, 9 C. Dalmau, 10 Ayuso, 11 Murray, 12 Hourruitiner, 13 Fajardo, 14 R. Dalmau, 15 D. Santiago,        All. Julio Toro
Campionato americano maschile di pallacanestro 20034 Ortiz, 5 Casiano, 6 Hatton, 7 Arroyo, 8 Apodaca, 9 Dalmau, 10 Ayuso, 11 Látimer, 12 Hourruitiner, 13 Fajardo, 14 Rivera, 15 Santiago,        All. Julio Toro
Campionato americano maschile di pallacanestro 20054 Ramos, 5 Cortés, 6 Hatton, 7 Rivera, 8 Apodaca, 9 Dalmau, 10 Ayuso, 11 Látimer, 12 Colón, 13 Fajardo, 14 Figueroa, 15 Narváez,        All. Julio Toro
Campionato americano maschile di pallacanestro 20074 Ramos, 5 Barea, 6 Rivera, 7 Arroyo, 8 Apodaca, 9 Falcón, 10 Ayuso, 11 Sánchez, 12 Reyes, 13 Valenzuela, 14 Lee, 15 Figueroa,        All. Manolo Cintrón
Campionato americano maschile di pallacanestro 20094 Ramos, 5 Díaz, 6 Rivera, 7 Arroyo, 8 Vassalo, 9 Dalmau, 10 Ayuso, 11 Sánchez, 12 Villafañe, 13 Reyes, 14 Lee, 15 Santiago,        All. Manolo Cintrón
Campionato americano maschile di pallacanestro 20114 Mojica, 5 Barea, 6 Holland, 7 Arroyo, 8 Carmona, 9 Álamo, 10 Rodríguez, 11 Sánchez, 12 Narváez, 13 Balkman, 14 Galindo, 15 Santiago,        All. Flor Meléndez
Campionato americano maschile di pallacanestro 20134 Clemente, 5 Barea, 6 Holland, 7 Arroyo, 8 Rodríguez, 9 Chaney, 10 Ayuso, 11 Sánchez, 12 Villafañe, 13 Balkman, 14 Galindo, 15 Santiago,        All. Paco Olmos
Campionato americano maschile di pallacanestro 20151 Clemente, 2 G. Díaz, 5 Barea, 6 Chaney, 7 González, 8 Vassallo, 9 J.B. Díaz, 10 Ayuso, 11 Villafañe, 13 Balkman, 23 Holland, 31 Rivera,        All. Rick Pitino
Campionato americano maschile di pallacanestro 20171 Abreu, 3 Rosario, 5 Rivas, 6 Ortiz, 11 López, 12 Díaz, 13 Rodríguez, 14 Clavell, 22 Andújar, 31 Rivera, 33 Gastón, 34 Davis,        All. Eddie Casiano
Campionato americano maschile di pallacanestro 20221 Conditt, 11 S. Thompson, 15 Parker-Rivera, 20 Cintrón, 21 Reyes, 22 Fernández, 25 Plummer, 28 Romero, 32 Ortiz, 44 Mojica, 51 Waters, 55 E. Thompson,        All. Nelson Colón

### Campionati centramericani
Campionato centramericano maschile di pallacanestro 2001Travieso, Hourruitiner, Látimer, D. Santiago, O. Santiago, C. Dalmau, Mincy, R. Dalmau, Ayuso, Ortiz, Fajardo, E. Santiago, Meléndez, All. Julio Toro
Campionato centramericano maschile di pallacanestro 20034 Ortiz, 5 Casiano, 6 E. Santiago, 7 Arroyo, 8 Apodaca, 9 Hatton, 10 Ayuso, 11 Látimer, 13 Fajardo, 14 Rivera, 15 D. Santiago,        All. -
Campionato centramericano maschile di pallacanestro 20044 Ramos, 5 Casiano, 6 Rivera, 7 Hatton, 8 Apodaca, 9 Dalmau, 10 Ayuso, 11 Falcón, 12 Hourruitiner, 13 Fajardo, 14 J. Rivera, 15 Jones,        All. -
Campionato centramericano maschile di pallacanestro 20064 Narváez, 5 Rivera, 6 Hatton, 7 Arroyo, 8 Apodaca, 9 Dalmau, 10 Ayuso, 11 Látimer, 12 Figueroa, 13 Fajardo, 14 Lee, 15 Valenzuela,        All. Julio Toro
Campionato centramericano maschile di pallacanestro 20084 Rosa, 5 Barea, 6 Rivera, 7 Arroyo, 8 Mojica, 9 Jones, 10 Ayuso, 11 Vassallo, 12 Villafañe, 13 Reyes, 14 Lee, 15 Falcón,        All. Manolo Cintrón
Campionato centramericano maschile di pallacanestro 20104 Ramos, 5 Barea, 6 Rivera, 7 Arroyo, 8 Huertas, 9 Berdiel, 10 Life, 11 Sánchez, 12 Peavy, 13 Balkman, 14 Cortés, 15 Villafañe,        All. Manolo Cintrón
Campionato centramericano maschile di pallacanestro 20124 Ramos, 5 Barea, 6 Rivera, 7 García, 8 Rosario, 9 Franklin, 10 Rodríguez, 11 Sánchez, 12 Ubiles, 13 Huertas, 14 Galindo, 15 Santiago,        All. Flor Meléndez
Campionato centramericano maschile di pallacanestro 20144 Collier, 5 Barea, 6 Franklin, 7 C. Rivera, 8 F. Rivera, 9 Carmona, 10 C. López, 11 Mojica, 12 Villafañe, 13 Rosario, 14 M. López, 15 Clemente,        All. Paco Olmos
Campionato centramericano maschile di pallacanestro 20161 Clemente, 2 G. Díaz, 3 Rosario, 4 Barea, 8 Vassallo, 9 Abreu, 10 J.B. Díaz, 11 Sánchez, 13 Balkman, 15 Galindo, 33 Huertas, 36 Ramos,        All. Eddie Casiano

### Campionati caraibici
Campionato caraibico maschile di pallacanestro 20074 Ramos, 5 Barea, 6 Rivera, 7 Arroyo, 8 Jones, 9 Falcón, 10 Ayuso, 11 Sánchez, 12 Reyes, 13 Valenzuela, 14 Lee, 15 Berdiel,        All. -

### Giochi panamericani
Pallacanestro maschile ai III Giochi panamericaniBáez, Casillas, Cestero, Cruz, Dijols, Droz, Frontera, Jiménez, Navedo, Rodríguez, Siragusa, Vicéns, All. Lou Rossini
Pallacanestro maschile ai IV Giochi panamericaniBáez, Bocachica, Cancel, Campos, Dijols, Droz, Frontera, Gutiérrez, McCadney, Torres, Valle, Vicéns, All. Lou Rossini
Pallacanestro maschile ai V Giochi panamericaniAdorno, Bocachica, Cancel, Cruz, Dalmau, Frontera, Gutiérrez, McCadney, Pietri, Silén, Torres, Zamot, All. Red Holzman
Pallacanestro maschile ai VI Giochi panamericaniAdorno, Baum, Blondet, Calzada, Coll, Cruz, Dalmau, Hatton, Ortiz, Rivera, Rodríguez, All. Gene Bartow
Pallacanestro maschile ai VII Giochi panamericani4 Betancourt, 5 Báez, 6 Rivera, 7 Bermúdez, 8 Rodríguez, 9 Montañez, 10 Brignoni, 11 Thordsen, 12 Ortiz, 13 Cruz, 14 Dalmau, 15 Brown,        All. Jim Apicella
Pallacanestro maschile agli VIII Giochi panamericaniBermúdez, Cora, Cruz, Dalmau, Fantauzzi, Morales, Quiñones, Rodríguez, Santiago, Torres, Valderas, Vicéns, All. Flor Meléndez
Pallacanestro maschile ai IX Giochi panamericani4 Ortiz, 5 López, 6 Trinidad, 7 Bermúdez, 8 Rodríguez, 9 Quiñones, 10 Cruz, 11 Carrión, 12 Morales, 13 Correa, 14 Santos, 15 Cora,        All. Flor Meléndez
Pallacanestro maschile ai X Giochi panamericani4 Ortiz, 5 López, 6 Meléndez, 7 Marrero, 8 Mincy, 9 Borges, 10 Cruz, 11 Santiago, 12 Morales, 13 de León, 14 Ocasio, 15 Ramos,        All. Gene Bartow, Armando Torres
Pallacanestro maschile agli XI Giochi panamericani4 Ortiz, 5 López, 6 Gause, 7 Pellot, 8 Mincy, 9 Carter, 10 Colón, 11 Rivas, 12 Morales, 13 de León, 14 Alicea, 15 Soto,        All. Raymond Dalmau
Pallacanestro maschile ai XII Giochi panamericani4 Murray, 5 Casiano, 6 Borges, 7 R. Colón, 8 Mincy, 9 Carter, 10 J. Colón, 11 Vega, 12 Allende, 13 de León, 14 Dalmau, 15 Pérez,        All. Carlos Morales
Pallacanestro maschile ai XIII Giochi panamericaniAllende, Dalmau, Fajardo, Febres, Hourruitiner, Látimer, Ortiz, Padilla, D. Santiago, O. Santiago, Travieso, Vega, All. Julio Toro
Pallacanestro maschile ai XIV Giochi panamericaniApodaca, Arroyo, Ayuso, Fajardo, Hatton, Látimer, Rivera, D. Santiago, O. Santiago, Carmona, Ramos, Dalmau, All. Julio Toro
Pallacanestro maschile ai XV Giochi panamericani4 Ramos, 5 Barea, 6 Guzmán, 7 Berdiel, 8 Jones, 9 Carmona, 10 Colón, 11 Sánchez, 12 Reyes, 13 Valenzuela, 14 Lee, 15 Narváez,        All. Manolo Cintrón
Pallacanestro maschile ai XVI Giochi panamericani4 Strong, 5 Barea, 6 Rivera, 7 Arroyo, 8 Narváez, 9 Berdiel, 10 Colón, 11 Villafañe, 12 Balkman, 13 de Jesús, 14 Ubiles, 15 Santiago,        All. Flor Meléndez
Pallacanestro maschile ai XVII Giochi panamericani4 Villafañe, 5 Barea, 6 Young, 7 Mojica, 8 Clavell, 9 Collier, 10 Ayuso, 11 Carmona, 12 Browne, 13 de Jesús, 14 Clemente, 15 Graham,        All. Rick Pitino
Pallacanestro maschile ai XVIII Giochi panamericani0 Pizarro, 1 Soto, 7 Collier, 10 Manderson, 11 Gandía, 20 Santiago, 21 Reyes, 22 Andújar, 23 Sosa, 24 Clavell, 33 Reese, 43 Brady,        All. Eddie Casiano
Pallacanestro maschile ai XIX Giochi panamericani6 Avilés, 9 Vaughn, 12 I. Cruz, 13 Medina, 15 Rodriguez, 17 Ocasio, 20 Cintrón, 22 Ortiz, 25 Boyd, 30 Matos, 31 W. Cruz, 35 López,        All. Nelson Colón

### Giochi centramericani e caraibici
Pallacanestro maschile ai XXIV Giochi centramericani e caraibici0 Febres, 6 Curbelo, 8 Pacheco, 9 Vaughn, 12 Belardo, 15 Rodríguez, 16 Kappos, 20 Cintrón, 22 Negron, 35 Matías, 41 Toro, 55 Pinzon,        All. Jerry Batista